# Uleobryum
Uleobryum là một chi rêu trong họ Pottiaceae.